# Clossiana amphilochus
Clossiana amphilochus är en fjärilsart som beskrevs av Ménétriés 1859. Clossiana amphilochus ingår i släktet Clossiana och familjen praktfjärilar. Inga underarter finns listade i Catalogue of Life.